# Hoplia potanini
Hoplia potanini är en skalbaggsart som beskrevs av Lucas Friedrich Julius Dominikus von Heyden 1889. Hoplia potanini ingår i släktet Hoplia och familjen Melolonthidae. Inga underarter finns listade i Catalogue of Life.